# Boîte aux lettres morte
Pour les articles homonymes, voir Boîte.

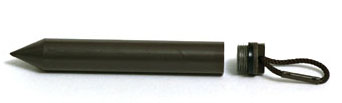
Piquet boite morte. Cet instrument a été utilisé depuis la fin des années 1960, pour dissimuler de l'argent, des cartes, documents et microfilms. Le piquet est étanche et peut être enfoncé dans le sol.

Une boîte aux lettres morte est un emplacement permettant à des personnes d’échanger secrètement des messages ou des objets sans avoir besoin de se rencontrer physiquement. La boîte aux lettres morte constitue un coupe-circuit.

## Exemples de boîtes aux lettres mortes
- Consignes (ex : consigne automatique) ;
- Livre dans une bibliothèque ou librairie ;
- Communication par ondes radios d'une portée de quelques mètres seulement (exemple : ondes courtes).

## Échanges libres de fichiers
En 2010 est apparu une nouvelle version de dead drop (terme anglais pour « boîte aux lettres morte »), sous forme de performance artistique, et dont le but est de permettre le partage de fichiers librement via une clé USB.
L'auteur de cette performance, Aram Bartholl (en), décrit ce système : 

« Un-cloud your files in cement! 'Dead Drops’ is an anonymous, offline, peer to peer file-sharing network in public space. » 

(« Re-matérialisez vos fichiers dans le ciment ! "Dead drops" est un réseau de partage de fichier pair-à-pair, anonyme, hors-ligne, dans l'espace public »).

## Dans la fiction
- Dans la série le Bureau des légendes, la méthode de la boite aux lettres morte est utilisée par les clandestins sur le terrain pour communiquer avec la DGSE.
- La scène de la drogue laissée dans une couche mise dans la poubelle d'un parc du film Trois hommes et un couffin.
- Le concept est représenté dans la bande dessinée L'Affaire Francis Blake.

C'est un exemple dérivé de la boîte aux lettres morte.